# 鴻毅旅行社
鴻毅旅行社股份有限公司（英語：Hong Yi Travel Service Co. Ltd.，簡稱：鴻毅旅行社）是台灣的旅遊集團，成立於1988年4月1日。董事長為蔡家煌先生，提供國內外團體旅遊、國內外自由行、國內外訂房、訂票等服務，在亞洲共12個實體服務據點，其中包含5個海外據點。在台灣擁有綜合旅行社的執照。

## 歷史與據點
鴻毅旅行社成立於1988年4月1日，同年7月投入越南市場的開發。
與2003年成立的皇茶旅行社合作至今，在中南半島多處擁有據點，包括越南的胡志明、河內、芽莊、富國島與柬埔寨的金邊、吳哥窟等。在台灣的據點包括中壢、台中、嘉義、台南、高雄等。

## 外部連結
- 鴻毅旅行社官網 （页面存档备份，存于）
- 鴻毅旅行社的Facebook專頁
- 皇茶旅行社官網 （页面存档备份，存于）